# RB BDhe 4/4 5
Der BDhe 4/4 5, auch als Füfi bezeichnet, ist ein Zahnrad-Elektrotriebwagen der Vitznau-Rigi-Bahn (VRB).
In den 1950er-Jahren wurde der Andrang auf die Rigi so gross, dass die VRB wieder ihre alten Dampflokomotiven einsetzen mussten, weil die Bhe 2/4 den Verkehr nicht mehr schultern konnten. Der Dampflokbetrieb wurde aber als unwirtschaftlich und nicht mehr zeitgemäss angesehen, weshalb es eines neuen Triebwagens bedurfte. So wurde im Jahr 1964 der BDhe 4/4 gebaut und als Triebwagen Nr. 5 ins Nummernschema eingereiht. Der Triebwagen wurde am 25. Februar 1965 in Betrieb genommen.
Die Frontpartien sind abgerundet und leicht geneigt, was dem Triebwagen ein modernes Aussehen geben sollte. Im Gegensatz zu den älteren Triebwagen, besitzt der BDhe 4/4 ein Dreilicht-Spitzensignal und das Wappen des Kantons Luzern. An der bergseitigen Front gibt es für den technisch ermöglichten Betrieb mit einem Steuerwagen, der allerdings nie gebaut wurde, eine Übergangstür. Der Triebwagen war jedoch zu teuer, darum wurde der Steuerwagen nie beschafft. Bereits dafür gefertigte Teile wurden als Ersatzteile übernommen. Um die geplanten sechs bis acht Berg- und Talfahrten mit geringer Wendezeit bewerkstelligen zu können, werden beide Drehgestelle, die jeweils eine Rutschkupplung aufweisen, angetrieben.